# U 666
U 666 war ein deutsches U-Boot vom Typ VII C der Kriegsmarine im Zweiten Weltkrieg.

## Geschichte

### Bau und Indienststellung
Der Bauauftrag für dieses Boot wurde am 15. August 1940 an die Howaldtswerke in Hamburg vergeben. Am 16. September 1941 wurde es auf Kiel gelegt. Der Stapellauf fand am 18. Juli 1942 statt. Am 26. August 1942 wurde es, unter dem Kommando von Kapitänleutnant Herbert Engel mit 51 Mann Besatzung, in Dienst gestellt.

### Ausbildungs- und Erprobungsfahrten
Bis Ende Februar 1943 gehörte es zwecks Ausbildung zur 5. U-Flottille in Kiel. Danach wurde es der 6. U-Flottille in Saint-Nazaire als Frontboot zugeteilt. Am 10. Dezember 1943 übernahm Oberleutnant zur See der Reserve Ernst Wilberg das Kommando. Als Turmwappen führte U 666 eine Zeichnung, die einen fallenden Engel darstellte. Darüber hinaus trug es den Schriftzug U-Satan.

### Einsätze
Bei seinen Einsätzen konnte U 666 die britische Fregatte Itchen versenken sowie den Frachter Carras (5.234 BRT) torpedieren. Bei Luftangriffen auf das Boot konnte am 9. Mai 1943 ein Flugzeug abgeschossen, zwei Stunden später ein zweites beschädigt werden.

### Verbleib
U 666 wird seit dem 10. Februar 1944 unter ungeklärten Umständen vermisst. Die letzte bekannte Position liegt westlich von Irland im Nordatlantik. Lange Zeit nahm man an, dass das Boot am gleichen Tag von einem Flugzeug des Geleitträgers HMS Fencer versenkt worden sei. Bis zu diesem Tag war U 666 eines der wenigen U-Boote, das kein einziges Opfer zu beklagen hatte.